# Ростислав Самбук
Ростислав Феодосиевич Самбук е украински писател, автор на произведения в жанровете приключенски и криминален роман.

## Биография и творчество
Ростислав Самбук е роден на 28 септември 1923 г. в село Капаткевичи, Гомелска област, Беларус, в семейство на учител. Завършва гимназия в Киев. През 1941 г. постъпва във Воинния институт по телекомуникация и информация. По време на Втората световна война получава измръзване на крайниците и някои от пръстите му са ампутирани.
През 1947 г. завършва филологическия факултет на Тартуския университет. След дипломиранетоси работи в редакциите на регионални и национални украински вестници, и като редактор на издателство „Съветски писател“. Живее в Ужгород, Лвов и в Киев. Член на КПСС.
Става известен с криминалните си романи и приключенски повести и романи свързани с разузнаването и контраразузнаването, които са тиражирани широко от съветската преса. През 1984 г. романа му „Гіркий дим“ е екранизиран във филма „Канкан в Английската градина“.
Ростислав Самбук умира през 1996 г. в санаториума Пуща-Водица в Киев.

## Произведения

### Романи
- Ювелір з вулиці Капуцинів (1966)
- Крах чорних гномів (1968)
Крахът на черните джуджета, изд.: ИК „Отечество“, София (1980, 1984), прев. Лиляна Райнова
- Валіза пана Воробкевича (1970)
- Дияволи з „Веселого пекла“ (1971)
- Гіркий дим
- Сейф (СМЕРШ-3)
- Сокровища „Третьего рейха“ (1980)
- Вибух
- Сліди СС

### Повести
- Двобій (1964) – със З. Мурзиним
- Жорстокий ліс (1976)
- Колекція професора Стаха (1974)
- Портрет Ель Греко (1972)
- Автограф для слідчого
- Мафія-93
- Есесівські мільйони
- Щаслива зірка полковника Кладо
- Буря на озері (1982)
- Під завісу
- 1000 в сигаретній пачці
- Спекотний липень
- Міст
- Скіфська чаша (1989)
- Два денних рейси
- Вельветові джинси
- Бронзовий чорт (СМЕРШ-1)
Бронзовият дявол, изд.: „Народна култура“, София (1985), прев. Валерия Полянова
- Марафон завдовжки в тиждень (СМЕРШ-2)

### Екранизации
- 1984 Канкан в Английском парке – по „Горький дым“